# Ganaspis seticornis
Ganaspis seticornis är en stekelart som först beskrevs av Hellén 1960.  Ganaspis seticornis ingår i släktet Ganaspis, och familjen glattsteklar. Arten är reproducerande i Sverige.